# مبنى بلاسكو

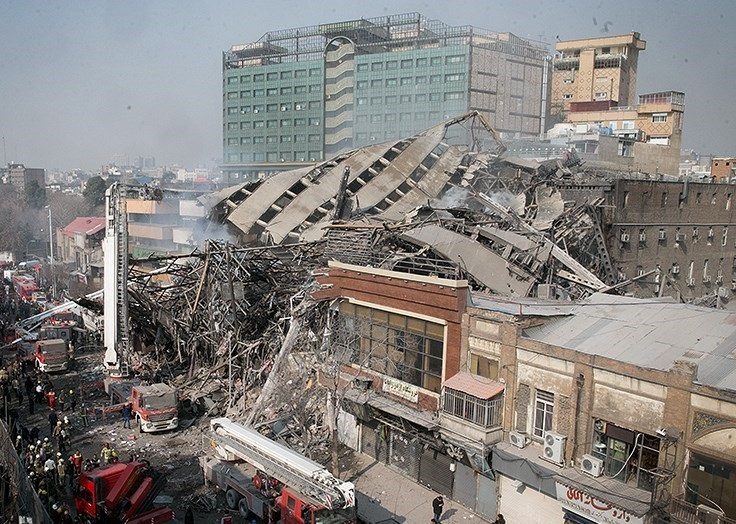
مشهد المبنى بعد سقوطه

مبنى بلاسكو كان مركز تجاري مكون من 17 طابق يقع في العاصمة الإيرانية طهران، ويضم المبنى معارض ومشاغل ملابس. ولقد بني وأسس في عهد شاه إيران محمد رضا بهلوي سنة 1962م، وانهار المبنى بالكامل في حريق وقع في يوم 19 يناير 2017.

## معرض صور

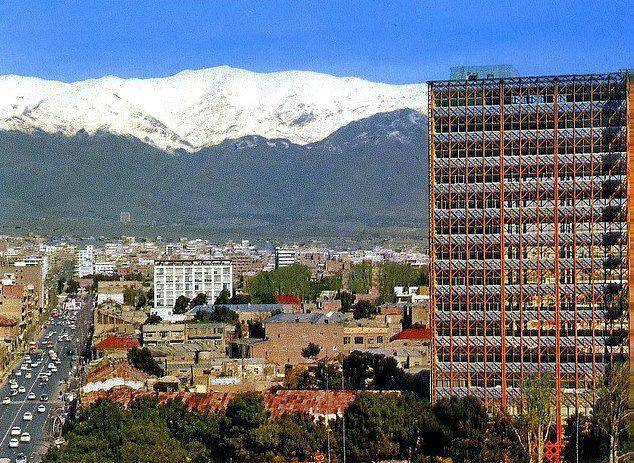
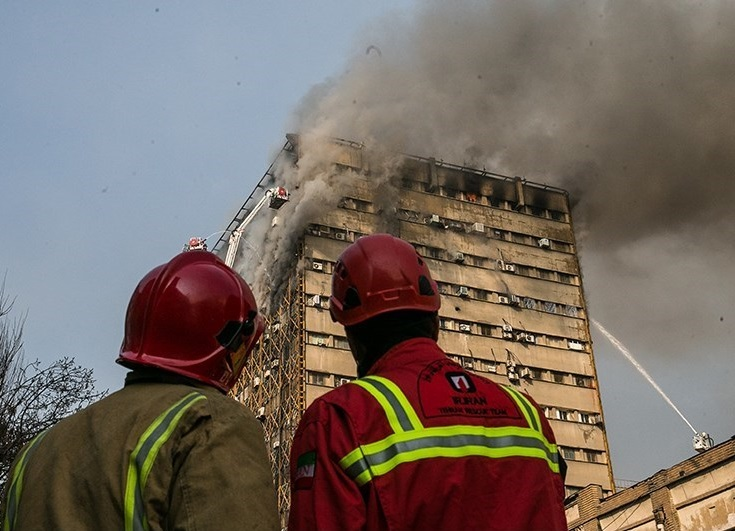
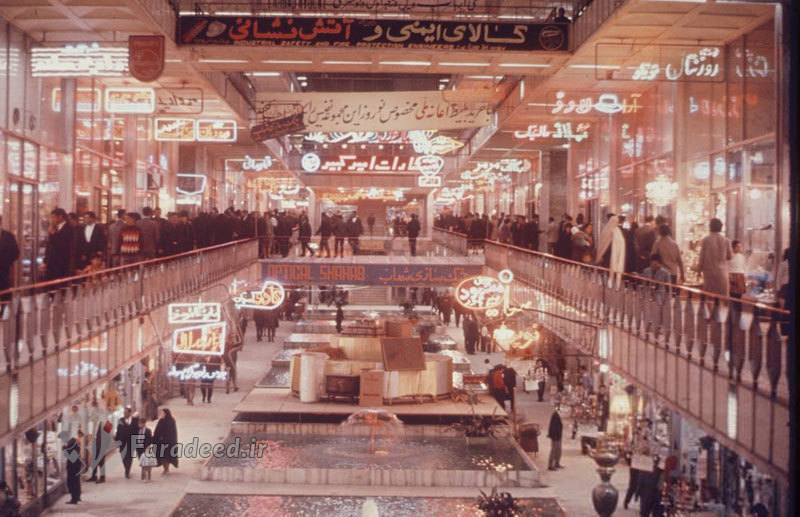
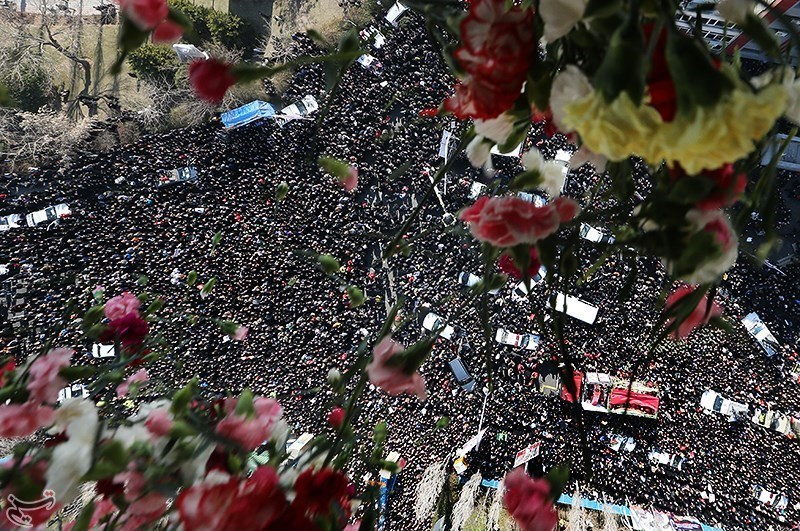
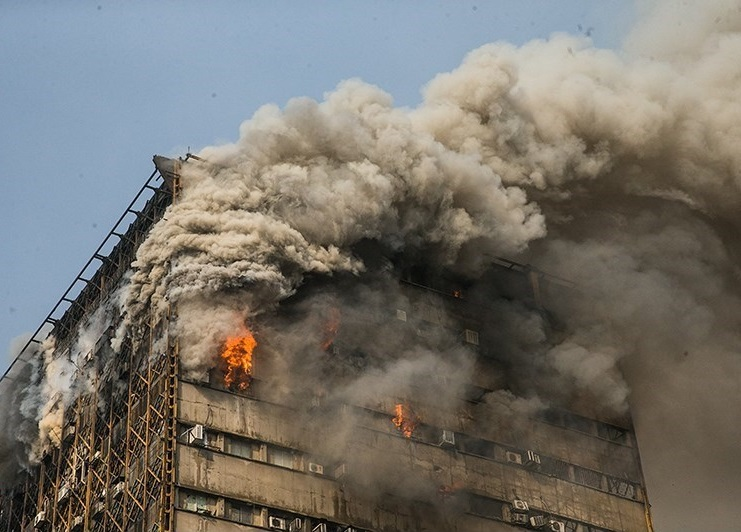